# Most Known Unknown
Most Known Unknown è l'ottavo album in studio del gruppo hip hop statunitense Three 6 Mafia, pubblicato nel 2005.

## Tracce
1. Most Known Unknown Hits – 1:27
2. Stay Fly (featuring Young Buck, 8Ball & MJG) – 3:56
3. Roll with It (featuring Project Pat) – 3:02
4. Don't Violate (featuring Frayser Boy) – 3:49
5. Swervin (featuring Mike Jones & Paul Wall) – 3:35
6. Knock tha Black Off Yo Ass (featuring Project Pat) – 4:20
7. Poppin' My Collar (featuring Mr. Bigg) – 2:56
8. Hard Hittaz (featuring Boogiemane) – 4:12
9. Side 2 Side – 3:38
10. Half on a Sack – 3:26
11. Skit – 0:26
12. When I Pull Up at the Club (featuring Paul Wall & Mr. Bigg) – 4:32
13. Pussy Got Ya Hooked (featuring Remy Ma) – 4:20
14. Don't Cha Get Mad (featuring Lil Flip & Mr. Bigg) – 3:23
15. Body Parts 3 (featuring BoogieMane, Frayser Boy, Lil Wyte, Chrome Korleone, Grandaddy Souf & Project Pat) – 4:07
16. Stay Fly (Remix) (featuring Slim Thug, Trick Daddy & Project Pat) – 3:51
17. Outro – 2:43

Bonus tracks
1. Got It 4 Sale (featuring Chrome Korleone) – 4:32
2. Let's Plan a Robbery – 3:06
3. Dancin on a Pole (featuring Chrome Korleone) – 3:48
4. Ain't Got Time for Gamez – 4:04